# Azimuth Hill (Georg-V.-Land)
Der Azimuth Hill (englisch für Azimuthügel) ist ein 25 m hoher Hügel an der ostantarktischen Georg-V.-Küste. Er ragt 230 m westnordwestlich der größten der Mawson’s Huts aus einem sich von dort in nordwestlicher Richtung erstreckenden Bergkamm auf.
Der australische Polarforscher Douglas Mawson benannte den Hügel im Zuge der von ihm geleiteten Australasiatischen Antarktisexpedition (1911–1914). Seit 1991 ist diese Benennung offiziell vom Antarctic Names Committee of Australia anerkannt.